# Élections législatives de 1988 dans le Territoire de Belfort
Les élections législatives françaises de 1988 se déroulent les 5 et 12 juin 1988. Dans le département du Territoire de Belfort, deux députés sont à élire dans le cadre de deux circonscriptions.

## Élus
| Circonscription | Député sortant        | Parti                 | Parti                 | Député élu ou réélu     | Parti | Parti |
| --------------- | --------------------- | --------------------- | --------------------- | ----------------------- | ----- | ----- |
| 1re             | Scrutin proportionnel | Scrutin proportionnel | Scrutin proportionnel | Raymond Forni           |       | PS    |
| 2e              | Scrutin proportionnel | Scrutin proportionnel | Scrutin proportionnel | Jean-Pierre Chevènement |       | PS    |

## Positionnement des partis
L'UDF et le RPR se présentent unis sous l'étiquette « Union du Rassemblement et du Centre » tandis que les candidats du Parti socialiste se rangent sous la bannière de la « Majorité présidentielle pour la France unie », slogan de la campagne présidentielle de François Mitterrand.

## Résultats

### Résultats à l'échelle du département
| Parti          | Parti                               | Premier tour | Premier tour | Second tour | Second tour | Sièges |
| Parti          | Parti                               | Voix         | %            | Voix        | %           | Sièges |
| -------------- | ----------------------------------- | ------------ | ------------ | ----------- | ----------- | ------ |
|                | Parti socialiste                    | 27 382       | 50,00        | 15 041      | 53,47       | 2      |
|                | La France unie                      | 27 382       | 50,00        | 15 041      | 53,47       | 2      |
|                |                                     |              |              |             |             |        |
|                | Union pour la démocratie française  | 9 544        | 17,43        | 13 090      | 46,53       | 0      |
|                | Divers droite                       | 7 679        | 14,02        |             |             | 0      |
|                | Union du Rassemblement et du Centre | 17 223       | 31,45        | 13 090      | 46,53       | 0      |
|                |                                     |              |              |             |             |        |
|                | Front national                      | 6 780        | 12,38        |             |             | 0      |
|                | Parti communiste français           | 3 382        | 6,18         | 0           |             |        |
|                |                                     |              |              |             |             |        |
| Inscrits       | Inscrits                            | 85 006       | 100,00       | 40 775      | 100,00      | 2      |
| Abstentions    | Abstentions                         | 28 515       | 33,54        | 11 735      | 28,78       |        |
| Votants        | Votants                             | 56 491       | 66,46        | 29 040      | 71,22       |        |
| Blancs et nuls | Blancs et nuls                      | 1 724        | 3,05         | 909         | 3,13        |        |
| Exprimés       | Exprimés                            | 54 767       | 96,95        | 28 131      | 96,87       |        |

### Résultats par circonscription

#### Première circonscription (Belfort-Sud)
| Candidat       | Candidat               | Parti          | Premier tour | Premier tour | Second tour | Second tour |  |
| Candidat       | Candidat               | Parti          | Voix         | %            | Voix        | %           |  |
| -------------- | ---------------------- | -------------- | ------------ | ------------ | ----------- | ----------- |  |
|                | Raymond Forni élu      | PS             | 12 003       | 45,97        | 15 041      | 53,47       |  |
|                | Jacques Bichet sortant | UDF (PR) (URC) | 9 544        | 35,56        | 13 090      | 46,53       |  |
|                | Jean-Yves Roubez       | FN             | 3 063        | 11,73        |             |             |  |
|                | Arlette Clerc          | PCF            | 1 498        | 5,74         |             |             |  |
|                |                        |                |              |              |             |             |  |
| Inscrits       | Inscrits               | Inscrits       | 40 780       | 100,00       | 40 775      | 100,00      |  |
| Abstentions    | Abstentions            | Abstentions    | 13 946       | 34,2         | 11 735      | 28,78       |  |
| Votants        | Votants                | Votants        | 26 834       | 65,8         | 29 040      | 71,22       |  |
| Blancs et nuls | Blancs et nuls         | Blancs et nuls | 726          | 2,71         | 909         | 3,13        |  |
| Exprimés       | Exprimés               | Exprimés       | 26 108       | 97,29        | 28 131      | 96,87       |  |

#### Deuxième circonscription (Belfort-Nord)
|                | Jean-Pierre Chevènement sortant réélu | PS                  | 15 379 | 53,66  |  |  |  |
|                | Bernard Bruder                        | Divers droite (URC) | 7 679  | 26,79  |  |  |  |
|                | Bernard Boisumeau                     | FN                  | 3 717  | 12,97  |  |  |  |
|                | Joël Niess                            | PCF                 | 1 884  | 6,57   |  |  |  |
|                |                                       |                     |        |        |  |  |  |
| Inscrits       | Inscrits                              | Inscrits            | 44 226 | 100,00 |  |  |  |
| Abstentions    | Abstentions                           | Abstentions         | 14 569 | 32,94  |  |  |  |
| Votants        | Votants                               | Votants             | 29 657 | 67,06  |  |  |  |
| Blancs et nuls | Blancs et nuls                        | Blancs et nuls      | 998    | 3,37   |  |  |  |
| Exprimés       | Exprimés                              | Exprimés            | 28 659 | 96,63  |  |  |  |